# Eugènie Herlaar
Eugènie Herlaar (Willemstad (Curaçao), 10 november 1939 – Alkmaar, 14 augustus 2024) was een Nederlandse journaliste en logopediste. Ze was de eerste vrouwelijke nieuwslezer van het NTS-journaal, de voorloper van het NOS Journaal.

## Biografie

### Jeugd
Herlaar woonde tot haar achtste op Curaçao en kon als kind al foutloos teksten voorlezen. Ze sprak Nederlands zonder accent. Op de leeftijd van vier klonk haar stem al door de ether in een kinderprogramma op de Curaçaose radio. Vader werkte als arbeider voor Shell en zijn liefde voor techniek werd gedeeld door zijn dochter. Ze sleutelden samen menig uur aan de auto en hij raadde haar aan om een opleiding in techniek te volgen.

### Vroege loopbaan
Na een baan bij Shell als seismisch rekenaar (assistent van de seismologen), waar ze ook gediplomeerd brandweervrouw werd, sloeg Herlaar de creatieve richting in. Tijdens haar HBS-tijd maakte ze deel uit van Minjon. Ze speelde amateurtoneel bij diverse verenigingen, onder andere bij de Shell. De Wereldomroep bood haar een betrekking aan als presentator (o.a. actualiteiten en muziekprogramma's) en nieuwslezer. In 1965 solliciteerde ze bij het Journaal. Ze zond een brief aan de hoofdredacteur met de vraag waarom er geen vrouwenstem in het Journaal zat. Ze kreeg een brief terug met het antwoord dat een goede vrouwenstem weliswaar gewenst, maar niet voorhanden was: ..."derhalve willen wij u graag uitnodigen voor een spreektest"... Uiteindelijk kreeg ze er een aanstelling.

### Journaal
Bereidwillig als het NTS-journaal was, bleek evenzeer dat men daar geen risico wenste te nemen. Herlaar mocht eerst wel teksten inspreken maar niet in beeld. Reden was een mislukte proef met vrouwelijke nieuwslezers in het Verenigd Koninkrijk. Het kijkerspubliek daar oordeelde ongenadig hard dat de vrouwen geen autoriteit uitstraalden, omdat ze hun emoties niet altijd konden beheersen. Maar lukte hen dat wel, dan was het ook niet goed: de kijkers vonden hen dan juist afstandelijk en kil overkomen. De NTS wenste eerst de reactie op de vrouwelijke commentaarstem af te wachten. De dagbladen waren toentertijd nog niet erg geëmancipeerd, getuige een commentaar over Herlaar: "En daarom heeft Eugènie recht op morele steun, omdat zij een uitermate moeilijke en delicate taak op zich neemt".
Herlaar liet dit soort meningen langs zich afglijden en trok zich op aan de gevestigde namen Pim Reijntjes, Jan Gerritsen en Fred Emmer. Ze vond het prettiger om met mannen samen te werken. Ofschoon ze zich eerst moest inwerken, had verslaggeving haar interesse, al moesten de behandelde onderwerpen liefst wel ergens over gaan. Eenmaal per week las Herlaar het nieuws voor, op andere werkdagen verzorgde ze reportages.
Nadat ze een kind kreeg moest Herlaar uit vaste dienst, maar presenteerde als freelancer af en toe het Achtuurjournaal. Na de geboorte van haar tweede kind stopte het Journaal in 1969 met haar. Ze volgde een studie logopedie en werkte enkele jaren in een tehuis voor geestelijk gehandicapte kinderen. In 1975 vroeg het Achtuurjournaal haar voor een proef met duopresentatie. Herlaar vormde een vast koppel met Harmen Siezen, al bleek de duopresentatie bepaald geen succes. Nooit hoorde ze een onvertogen woord over haar Curaçaose afkomst. Slechts een enkele maal, ten tijde van enige gijzelingsacties door Molukkers in 1975, ontving ze een brief waarin de schrijver onverholen op haar afkomst wees en haar verzocht "vlug op te donderen naar het land waar je thuishoort". Herlaar beschikte over een grote verzameling plakboeken uit haar tijd bij het Journaal, waarin ook deze kwetsende brief een plaatsje kreeg. Ze stopte bij het Journaal in 1976.

### Na het journaal
In 1998 werd ze benoemd tot lid in de Orde van Oranje-Nassau en in 2004 werd ze ereburger van Heerhugowaard. In 2008 werd ze ridder in de Orde van Oranje-Nassau. Zij was lokaal en landelijk als vrijwilliger bij diverse organisaties betrokken, ook als bestuurder.
Na haar 'werkzame' periode pakte ze haar hobby (tekenen/schilderen) serieus weer op. Na het volgen van diverse cursussen is ze vanaf 2006 haar werk (schilderijen in olieverf en acryl) en haar unieke bladschilderingen gaan exposeren.
Ook schreef Herlaar gedichten en verhalen. Ze publiceerde in eigen beheer onder meer Van alle tijden (gedichten, 2005) en Van alle kanten (verhalen, 2009).
Herlaar overleed na een kort ziekbed op 84-jarige leeftijd.
- International Standard Name Identifier: 0000 0003 6890 9627
- Nederlandse Thesaurus van Auteursnamen: 072865830
- Virtual International Authority File: 280804271
- WorldCat: E39PBJmhKc9fJjJtCcqHJgw6Kd